# Hugh Poynter Bell
Hugh Poynter Bell (* 1872 in London; † 28. Januar 1961 in Montreal) war ein kanadischer Musikkritiker und Komponist englischer Herkunft.

## Leben
Bell, der ein Cousin Rudyard Kiplings war, erhielt den ersten Musikunterricht von seiner Mutter Clara Bell. Er schloss ein Studium an der Cambridge University mit dem Master of Arts ab und studierte dann Chemie an der Universität Kiel und der Universität Bonn. 1912 wanderte er nach Kanada aus. Dort arbeitete er zunächst für die Bundesregierung und war von 1921 bis 1923 Sekretär und Schatzmeister der University of Toronto.
1923 wurde er als Nachfolger von Philip King Musikkritiker des Montreal Daily Star, für den er 23 Jahre arbeitete. Danach schrieb er bis 1959 eine wöchentliche Kolumne für die Tageszeitung The Herald. Daneben betätigte sich Bell sein Leben lang als Aquarellmaler und Komponist, aber ohne professionelle Ansprüche. Dennoch fanden einige seiner Kompositionen aus der Zeit nach dem Zweiten Weltkrieg öffentliche Aufmerksamkeit. U. a. veröffentlichte BMI Canada 1945 Love's Philosophy, eines seiner sechzehn überlieferten Lieder, und Ethel Stark und John Newmark spielten 1946 bei CBC seine Sonate für Violine und Klavier. In den 1950er Jahren komponierte Bell acht Interludes für Klavier.